# Vollrath Zingelmann
Vollrath Johann Jacob Zingelmann (* 19. August 1808 in Teterow; † 7. Februar 1866 in New York City) war ein deutscher Zimmermann und Politiker.

## Leben
Vollrath Zingelmann war Sohn des Bäckers und späteren Landwirts Michael Zingelmann (* 1769) und dessen Frau Agneta Dorothea, geb.  Arft. Er wurde noch am Tagt seiner Geburt in der Stadtkirche Teterow getauft.
Nach seiner Lehre als Zimmermann und einem Aufenthalt 1829 in Kopenhagen wurde er 1830 als Zimmermeister Bürger der Stadt Teterow. Hier ist er 1831 als Besitzer eines größeren Anwesens nachgewiesen. Er war Ältermann der Zimmerer in Teterow, langjähriger Bürgervorsteher in Teterow und maßgeblich an der Verleihung der Ehrenbürgerschaft an Johann Heinrich von Thünen durch die Stadt Teterow 1848 beteiligt. Zingelmann war Mitglied der Mecklenburgischen Abgeordnetenversammlung für den Wahlkreis Mecklenburg-Schwerin 73. Er wurde im November 1850 von Gottfried Kinkel mit seinen Fluchthelfern Carl Schurz und Karl Petermann auf dessen spektakulären Flucht aus der Spandauer Zitadelle nach England überrascht und stattete sie mit einem neuen Gespann für die weitere Reise nach Rostock aus.
Zingelmann war seit 1833 mit Wilhelmina Elisabeth, geb. Höppner, verheiratet, einer Bürgertochter aus Teterow. Bekannt sind zehn Kinder, darunter fünf Söhne, von denen mehrere jung starben. 1851 verkaufte er seinen Grundbesitz in Teterow, wo er 1854 letztmals nachgewiesen ist, und wanderte Mitte der 1850er Jahre nach Amerika aus, wo er in New York als Architekt tätig war und 1866 verstarb.